# 担当
| ウィキペディアには「担当」という見出しの百科事典記事はありません（タイトルに「担当」を含むページの一覧/「担当」で始まるページの一覧）。 代わりにウィクショナリーのページ「担当」が役に立つかもしれません。 |